# GCFC2
GCFC2‏ (GC-rich sequence DNA-binding factor 2) هوَ بروتين يُشَفر بواسطة جين GCFC2 في الإنسان.